# Фейер, Чонгор
Чонгор Бела Фейер (венг. Csongor Béla Fejér; 11 мая 1995, Зебала, Ковасна, Румыния) — румынский футболист, вратарь клуба «Ньиредьхаза».

## Клубная карьера
Чонгор родился в румынском городе Зебала, где в основном проживает венгерское население. В футбол попал благодаря отцу, который также был футболистом.
С шестнадцати лет выступает за команду «Загон». В составе команды являлся одним из ведущих игроков и имел предложения от клуба «Чахлэул» и академии Хаджи. В 2013 году он не пропускал голы на протяжении восьми матчей Третьей лиги Румынии.
Зимой 2014 года стал игроком клуба «Тыргу-Муреш». Дебют в составе новой команды состоялся 29 марта 2014 года в рамках встречи Второй лиги Румынии против «Миовени» (4:0). Первую половину сезона 2014/15 провёл в клубе «Рымнику-Вылча» из Второй лиги на правах аренды. Во время игры за Суперкубок Румынии 2015 года остался на скамейке запасных, а его команда смогла одолеть «Стяуа» (1:0).
В июле 2016 года перешёл в «Сепси». Сезон 2016/17 команда завершила на втором месте Второй лиги Румынии и получила право выступать в чемпионате Румынии. Дебют в высшей лиге страны состоялся 14 августа 2017 года в матче против «Клужа» (0:2). На протяжении двух сезонов Чонгор Фейер являлся вторым вратарём, уступая место в основе Роланду Нишули.

## Карьера в сборной
Чонгор Фейер провёл один матч за юношескую сборную Румынии до 19 лет 10 июня 2014 года в рамках второго отборочного раунда на чемпионат Европы 2014 года против Норвегии (3:0). В команде был единственным венгром и в связи с этим столкнулся с языковым барьером, так как плохо говорил по-румынски.
В мае 2018 года был вызван главным тренером сборной Закарпатья Иштваном Шандором для участия в чемпионате мира ConIFA. Команда смогла дойти до финала, где в серии пенальти одолела Северный Кипр (0:0 основное время и 3:2 по пенальти). Чонгор Фейер стал героем серии одиннадцатиметровых, отразив три удара. Украинская ассоциация футбола расценила участие сборной Закарпатья как провокацию и посягательство на авторитет и имидж федерации, вследствие чего Фейеру как иностранному гражданину был запрещён въезд на Украину.

## Достижения
- Обладатель Суперкубка Румынии (1): 2015
- Серебряный призёр Второй лиги Румынии (1): 2016/17
- Победитель чемпионата мира ConIFA (1): 2018